# Сергеј Барбарез
Сергеј Барбарез (Мостар, 17. септембар 1971) је бивши босанскохерцеговачки фудбалер, који је играо на позицији нападача.

## Клупска каријера
Барбарез је каријеру почео у родном Мостару, у екипи Вележа. Године 1991. се након служења војног рока у Загребу вратио у Мостар, одакле је након три месеца отишао код родбине у Немачку. Тамо је почео да игра у Хановеру, а 1993. прелази у редове трећелигаша Унион Берлина. Након Униона, 1996. године прелази у Бунделсигаша Ханзу Росток, да би након две године прешао у Борусију Дортмунд. У Борусији проводи две сезоне, где је у другој сезони одиграо 14 утакмица и самим тим није био стандардан, године 2000. прелази у ХСВ где проводи највише времена.
У ХСВ-у је играо редовно, а већ у првој сезони је постао најбољи стрелац Бундеслиге са 22 гола, заједно са Ебе Сандом из Шалкеа. Ипак, није успео да помогне ХСВ-у да избегне испадање из групне фазе Лиге шампиона 2000/01, иако је постигао 2 гола у такмичењу. Након шест година у ХСВ-у, две године је играо у Бајер Леверкузену, након чега је завршио каријеру. Током каријере у Бундеслиги је постигао 95 голова, а занимљиво је и то да је добио 86 жутих картона, 3 друга жута картона на утакмици и 5 директних црвених картона.

## Репрезентативна каријера
Барбарез је за репрезентацију Босне и Херцеговине дебитовао 14. маја 1998. на утакмици против Аргентине. За репрезентацију је одиграо 47 утакмица и постигао 17 голова, а последњу утакмицу је одиграо против Молдавије 7. октобра 2006, у квалификацијама за Европско првенство 2008.

## Тренерска каријера
Сергеј Барбарез је у априлу 2024. године именован за селектора репрезентације Босне и Херцеговине.

## Трофеји
Хамбургер СВ
- Лига куп Немачке: 2003
- Интертото куп: 2005

Индивидуални
- Фудбалер године у БиХ: 2001, 2002, 2003
- Најбољи стрелац Бундеслиге: 2000/01